# Имбриовец Јалжабетски
Имбриовец Јалжабетски (до 1991. године Имбријовец Јалжабетски) је насељено место у саставу општине Јалжабет у Вараждинској жупанији, Хрватска. До територијалне реорганизације у Хрватској налазио се у саставу старе општине Вараждин.

## Становништво
На попису становништва 2011. године, Имбриовец Јалжабетски је имао 329 становника.

## Попис1991.
На попису становништва 1991. године, насељено место Имбријовец Јалжабетски је имало 336 становника, следећег националног састава:
| Попис 1991.‍ | Попис 1991.‍ | Попис 1991.‍ | Попис 1991.‍ | Попис 1991.‍ |
| ----------- | ----------- | ----------- | ----------- | ----------- |
|             |             |             |             |             |
| Хрвати      | Хрвати      |             | 331         | 98,51%      |
| Словенци    | Словенци    |             | 3           | 0,89%       |
| Албанци     | Албанци     |             | 1           | 0,29%       |
| непознато   | непознато   |             | 1           | 0,29%       |
| укупно: 336 |             |             |             |             |